# Indochinesische Kommunistische Partei
Die Indochinesische Kommunistische Partei (vietnamesisch Đảng Cộng sản Đông Dương, französisch Parti Communiste Indochinois, chin.: 印度支那共產黨, laotisch ອິນດູຈີນພັກກອມມູນິດ Khmer គណបក្សកុម្មុយនីស្តឥណ្ឌូចិន) war eine politische Partei in Französisch-Indochina. Sie ging im Oktober 1930 aus der Vietnamesischen Kommunistischen Partei (Việt Nam Cộng sản Đảng) hervor. Aus ihr entstanden 1951 die Partei der Werktätigen Vietnams und die Revolutionäre Volkspartei der Khmer (Kambodscha) sowie 1955 die Laotische Volkspartei.

## Hintergrund
Die Vietnamesische Kommunistische Partei wurde am 3. Februar 1930 in Hongkong durch Vereinigung der Kommunistischen Partei Indochinas, die trotz ihres Namens nur in Tonkin (Nordvietnam) aktiv war, mit der Kommunistischen Partei von Annam, die nur in Cochinchina (Südvietnam) aktiv war, gegründet. Später schloss sich ihr auch die Kommunistische Liga Indochinas, die in Annam (Zentralvietnam) tätig war, an.
Die Komintern forderte die vietnamesischen Kommunisten auf, dass diese nicht nur in Vietnam, sondern in ganz Französisch-Indochina aktiv werden sollen.

## Umbenennung
Im Oktober 1930 fasste die Vietnamesische Kommunistische Partei bei einer weiteren Tagung in Hongkong schließlich den Beschluss, sich in Indochinesische Kommunistische Partei umzubenennen, die sich fortan nicht nur in Vietnam, sondern auch in Laos und Kambodscha ihren revolutionären Tätigkeiten widmete.

## Parteiprogramm
Das Parteiprogramm von 1930 bestand aus 10 Punkten:
1. Sturz des französischen Imperialismus, des vietnamesischen Feudalismus und der reaktionären Bourgeoisie
2. Komplette Unabhängigkeit Indochinas
3. Errichtung einer Arbeiter-, Bauern- und Soldatenregierung
4. Beschlagnahmung aller Banken und Unternehmen im Besitz der Imperialisten durch die Arbeiter-, Bauern- und Soldatenregierung
5. Beschlagnahmung aller landwirtschaftlichen Nutzflächen im Besitz der Imperialisten und der reaktionären Bourgeoisie Vietnams und deren Aufteilung an bedürftige Kleinbauern
6. Einführung des 8-Stunden-Tages
7. Abschaffung der Kaufpflicht von Regierungsanleihen, der Kopfsteuer sowie aller die Armen benachteiligenden Steuern
8. Demokratische Freiheiten für die Volksmassen
9. Zugang zu Bildung für alle Menschen
10. Gleichheit von Mann und Frau

## Auflösung
Am 11. November 1945 gab die Indochinesische Kommunistische Partei ein Kommuniqué heraus, in dem sie ihre Auflösung bekannt gab. Mehrere Mitglieder der Indochinesischen Kommunistischen Partei waren im Jahr 1951 an der Gründung der Partei der Werktätigen Vietnams, dem direkten Vorgänger der heutigen Kommunistischen Partei Vietnams, sowie der Revolutionären Volkspartei der Khmer (später Kommunistische Partei Kampucheas) beteiligt. Vier Jahre später entstand die Laotische (Revolutionäre) Volkspartei.